# Strange Skies Over East Berlin
Strange Skies Over East Berlin — ограниченная серия комиксов, которую в 2019—2020 годах издавала американская компания Boom! Studios.

## Синопсис
Действие происходит во время Холодной войны. Главным героем серии является американский шпион Херринг, который узнаёт, что у СССР есть неконтролируемое инопланетное чудовище.

## Отзывы
На сайте-агрегаторе рецензий Comic Book Roundup серия имеет оценку 7,9 из 10 на основе 19 отзывов. Майк Фугере из Comic Book Resources, обозревая первый выпуск, отметил, что «дизайн персонажей великолепен». Рецензент из Newsarama поставил дебюту 9 баллов из 10 и похвалил сценарий. Мэтью Блэр из Multiversity Comics дал первому выпуску оценку 8,3 из 10 и посчитал, что для истории главного героя больше подошёл бы жанр нуарного детектива, а не шпионский триллер.